# 直搗蜂窩的女孩 (電影)
《直搗蜂窩的女孩》（瑞典語：Luftslottet som sprängdes，原意為「爆炸的空中城堡」〔The Air Castle that Exploded〕）是一部2009年瑞典、丹麥和德國合拍的犯罪驚悚片，由丹尼爾·阿爾弗雷德森執導。根據瑞典作者兼記者史迪格·拉森的暢銷同名小說改編，這是他的「千禧年三部曲」第三本及最後一本作品。本片也是老牌演員Per Oscarsson最後一部演出電影，他在2010年12月31日死於家中大火。

## 演員
- 露美·慧柏絲 飾 莉絲·莎蘭德
  - Tehilla Blad（英语：Tehilla Blad） 飾 年輕的莉絲·莎蘭德
- 麥克·恩奎斯特 飾 麥可·布隆維斯特
- Lena Endre（英语：Lena Endre） 飾 Erika Berger
- Annika Hallin（英语：Annika Hallin） 飾 Annika Giannini
- Sofia Ledarp（英语：Sofia Ledarp） 飾 Malin Eriksson
- Jacob Ericksson（英语：Jacob Ericksson） 飾 Christer Malm
- Georgi Staykov（英语：Georgi Staykov） 飾 Alexander Zalachenko（"Zala"）
- Aksel Morisse 飾 Dr. Jonasson
- Niklas Hjulström（英语：Niklas Hjulström） 飾 Prosecutor Ekström
- Micke Spreitz 飾 Ronald Niedermann
- Anders Ahlbom 飾 Dr. Peter Teleborian
- Hans Alfredson（英语：Hans Alfredson） 飾 Evert Gullberg
- Lennart Hjulström（英语：Lennart Hjulström） 飾 Fredrik Clinton
- Carl-Åke Eriksson（英语：Carl-Åke Eriksson） 飾 Bertil Janeryd
- Per Oscarsson（英语：Per Oscarsson） 飾 Holger Palmgren
- Michalis Koutsogiannakis 飾 Dragan
- Mirja Turestedt（英语：Mirja Turestedt） 飾 Monica Figuerola
- Johan Kylén 飾 Police Inspector Jan Bublanski

## 外部連結
- 互联网电影数据库（IMDb）上《直搗蜂窩的女孩》的资料（英文）
- Box Office Mojo上《直搗蜂窩的女孩》的資料（英文）
- 豆瓣电影上《直搗蜂窩的女孩》的資料 （简体中文）
- 爛番茄上《直搗蜂窩的女孩》的資料（英文）